# Браилас-Арменис, Петрос
Петрос Браилас-Арменис (греч. Πέτρος Βράιλας Αρμένης, 1812, Керкира — 1884, Лондон) — греческий философ, журналист и политический деятель.

## Биографические сведения
Петрос Браилас-Арменис родился на острове Керкира. Образование получил в Париже. Учился на юридическом факультете, одновременно посещал лекции по философии профессора Виктора Кузена. В 1835 года он вернулся в Грецию. Принимал активное участие в общественной жизни, выступал за объединение Ионических островов с Грецией. В 1848 году он основал партию реформаторов, активно выступал против радикалов. Издавал собственную газету «Эллада» для пропаганды собственных идей.
В 1852 году его избрали депутатом, а затем президентом Ионического сената и членом парламента от Керкиры. В 1854 году он получил степень доктора философии в Ионической академии и начал в ней преподавать. В 1862 стал профессором философии в Афинском университете, заняв место недавно уволенного за неприятие нового режима Филиппоса Иоанну.
После присоединения Республики Ионических островов к Королевству Греции, он целиком посвятил свою жизнь политике. Служил послом в Петербурге, Лондоне и Париже. Избирался депутатом от Керкиры в Греческий парламент. Некоторое время служил министром иностранных дел Греции. Вместе с Теодоросом Делияннисом представлял Грецию на Берлинском конгрессе 1878 года. Умер в Лондоне в 1884 году.

## Философские взгляды
По своим философским взглядам, на которые значительное влияние оказал Огюст Конт, принадлежал к течению французского эклектизма. В богословских вопросах придерживался принципа логикократии. Как ученый, он значительно поспособствовал развитию философской мысли, его работы отмечены наградами научных обществ Франции, России и Дании.

## Основные работы
- О началах исторической философии, 1843
- О первых идеях и принципах, 1854
- Элементы теоретической и практической философии, 1862
- Философские исследования, 1865
- О философской мысли греческой нации, 1875
- Послание Филофея и Евгения, или Коротко об учении о душе и Боге, 1877
- О Боге, душе и моральном законе, 1879